# Oscurità

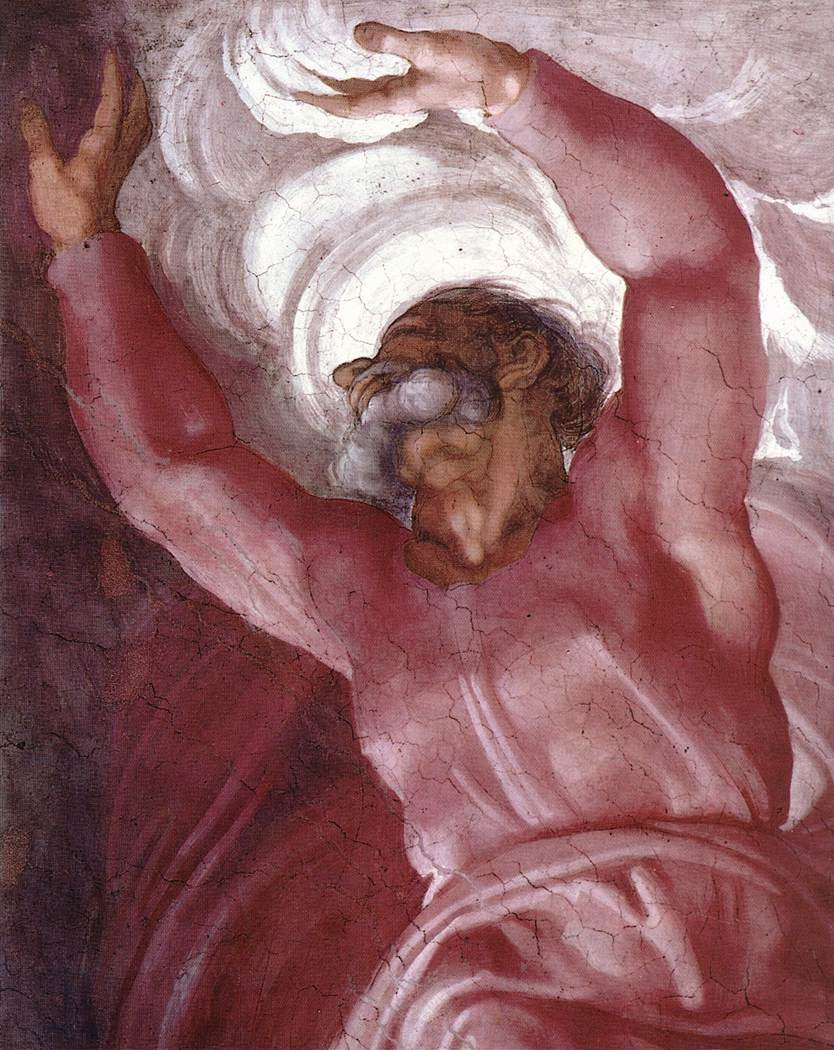
Separazione della luce dalle tenebre, volta della Cappella Sistina

L'oscurità, il buio, o la tenebra (quest'ultimo usato più spesso al plurale) è l'assenza di luce. 

## Il buio come metafora
I sentimenti dell'uomo in assenza di luce sono stati fonte di metafore nell'ambito della letteratura e di simbolismo nell'arte. 
In questo campo, con l'uso del chiaroscuro, l'oscurità enfatizza o contrasta la luce.
In alcune culture l'oscurità viene abbinata al male o al peccato.  
È possibile riscontrare il significato negativo dell'oscurità nella Divina Commedia di Dante: nei primi versi, infatti, il poeta toscano si ritrova in una selva oscura. 
Il significato allegorico di questa condizione può contenere tuttavia un risvolto positivo, nel senso che occorre prima passare attraverso la notte oscura dell'anima, in cui il Sé individuale è costretto a confrontarsi con la propria Ombra interiore, per potere poi ritrovare la luce.
In alchimia ad esempio l'oscurità è la fase iniziale della grande opera, quella della putrefazione o dissolvimento denominata nigredo, rappresentata da simboli come un corvo o un sole nero, che è necessario attraversare per riuscire a creare la pietra filosofale.
In psicologia l'oscurità è anche metafora dell'inconscio, ed è associata astrologicamente alla Luna.